# Zmarli w grudniu 2018

## Grudzień 2018
- 31 grudnia
  - Dean Ford – szkocki piosenkarz i autor piosenek[1]
  - Kader Khan – afgański aktor, scenarzysta filmowy[2]
  - Mark Killilea – irlandzki rolnik, polityk, eurodeputowany[3]
  - Christian Mohn – norweski skoczek narciarski i działacz sportowy, prezes Norweskiego Związku Narciarskiego (1978–1980)[4]
  - István Seregély – węgierski duchowny katolicki, arcybiskup jagierski (1987–2007), wiceprzewodniczący Rady Konferencji Episkopatów Europy (1993–2001)[5]
  - Antônio Salvador Sucar – brazylijski koszykarz, dwukrotny medalista olimpijski i mistrzostw świata[6]
  - Jessica Tcherepnine – brytyjska malarka[7]
  - Peter Thompson – angielski piłkarz[8]
  - Andrzej Wiktor – polski zoolog[9]
- 30 grudnia
  - Bogdan Balcer – polski historyk, prof. dr hab.[10][11]
  - Karel Engel – czeski zapaśnik[12]
  - Edgar Hilsenrath(inne języki) – niemiecki pisarz pochodzenia żydowskiego[13]
  - Don Lusk – amerykański animator, reżyser filmów animowanych[14]
  - Wojciech Otrembski – polski kolarz[15]
  - Mrinal Sen – bengalski filmowiec[16]
  - Ewa Skupińska – polska dziennikarka[17][18][19]
  - Héctor Timerman – argentyński dziennikarz, polityk, działacz na rzecz praw człowieka i dyplomata[20]
  - Leszek Wojtczak – polski fizyk, rektor Uniwersytetu Łódzkiego w latach 1984–1990[21]
  - Antoni Wróbel – polski działacz partyjny i państwowy, przewodniczący Miejskiej Rady Narodowej w Mielcu (1960–1970)[22]
- 29 grudnia
  - Tadeusz Zygmunt Bednarski – polski pisarz, dziennikarz i bibliofil[23]
  - Brian Garfield – amerykański powieściopisarz i scenarzysta[24]
  - Jehoszua Glazer – izraelski piłkarz, reprezentant kraju[25]
  - Judith Rich Harris – amerykańska psycholog[26]
  - Ringo Lam – hongkoński reżyser i scenarzysta filmowy[27][28]
  - Edward Latos – polski pediatra, kawaler orderów[29]
  - Rosenda Monteros – meksykańska aktorka[30]
  - Aldo Parisot – amerykański wiolonczelista i pedagog muzyczny[31]
  - Mike Taylor (Beard Guy) – kanadyjski multiinstrumentalista, członek zespołu Walk off the Earth[32][33]
  - June Whitfield – angielska aktorka[34][35]
- 28 grudnia
  - Santiago García Aracil – hiszpański duchowny katolicki, arcybiskup Mérida-Badajoz w latach 2004–2015[36]
  - Zejdu Badian – malijski pisarz i polityk, autor słów do hymnu Mali[37]
  - Abd al-Malik Benhabyles – algierski polityk, przewodniczący sądu konstytucyjnego, tymczasowy prezydent (1992)[38]
  - Agnieszka Dymecka – polska prezenterka telewizyjna[39]
  - Toshiko Fujita – japońska aktorka głosowa[40]
  - Peter Hill-Wood – brytyjski biznesmen i prezes Arsenalu Londyn[41]
  - Tadeusz Kolendowicz – polski inżynier budowlany, profesor Politechniki Wrocławskiej[42]
  - Georges Loinger – francuski działacz ruchu oporu w czasie II wojny światowej, kawaler Orderu Narodowego Legii Honorowej[43]
  - Jerzy Maciantowicz – polski doktor nauk o kulturze fizycznej, trener biegów wytrzymałościowych[44]
  - Christine McGuire – amerykańska piosenkarka, znana z zespołu The McGuire Sisters[45]
  - Attila Miklósházy – urodzony na Węgrzech kanadyjski jezuita, biskup węgierskich emigrantów (1989–2006)[46]
  - Robert Mulvee – amerykański duchowny katolicki i prawnik kanonista, biskup Wilmington (1985–1995) i Providence (1997–2005)[47]
  - Amos Oz – izraelski pisarz i publicysta[48]
  - Edward Podyma – polski uczestnik II wojny światowej, działacz kombatancki, kawaler orderów[49][50][51]
  - Jan Sandorski – polski prawnik, specjalista prawa międzynarodowego, profesor Wydziału Prawa i Administracji Uniwersytetu im. Adama Mickiewicza w Poznaniu[52]
  - Ray Sawyer – amerykański piosenkarz, gitarzysta i perkusjonista rockowy[53]
  - Shehu Shagari – nigeryjski polityk, prezydent Nigerii w latach 1979–1983[54]
  - Lech Wilczek – polski przyrodnik, artysta fotografik i pisarz[55]
  - Jewgienij Zimin – rosyjski hokeista, medalista olimpijski[56]
- 27 grudnia
  - Juan Agüero – paragwajski piłkarz[57]
  - Richard Arvin Overton – amerykański weteran II wojny światowej, w chwili śmierci najstarszy żyjący mężczyzna w Stanach Zjednoczonych[58]
  - Frank Bleichman – członek żydowskiego ruchu oporu w czasie II wojny światowej, funkcjonariusz stalinowskiego aparatu represji w Polsce[59]
  - Jakša Fiamengo – chorwacki piosenkarz i kompozytor[60]
  - Robert Kerman – amerykański aktor i aktor pornograficzny[61]
  - Tadeusz Pieronek – polski biskup rzymskokatolicki, profesor nauk prawnych, rektor Uniwersytetu Papieskiego Jana Pawła II w Krakowie[62]
  - Antoni Rogóyski – polski pediatra, dr hab.[63][64]
  - Warren Wells – amerykański futbolista[65]
  - Robert Werle – polski działacz społeczny i menedżer[66]
  - Alina Wieja – polska dziennikarka i publicystka[67][68]
- 26 grudnia
  - Frank Adonis – amerykański aktor[69][70]
  - Theodore Antoniou – grecki kompozytor[71]
  - Wendy Beckett – brytyjska zakonnica, historyk sztuki[72]
  - Al Certo – amerykański trener bokserski[73]
  - John Culver – amerykański polityk i prawnik, członek Izby Reprezentantów (1965–1975) i Senatu (1975–1981)[74]
  - Roy Glauber – amerykański fizyk teoretyczny, laureat Nagrody Nobla (2005)[75][76]
  - Jorge Grau – hiszpański reżyser filmowy, scenarzysta i aktor[77]
  - Stanisław Kozłowski – polski rajdowiec, uczestnik II wojny światowej[78]
  - Lawrence Roberts – amerykański informatyk, jeden z twórców ARPANET[79]
  - Mieczysław Turski – polski architekt, dr inż. arch.[80]
- 25 grudnia
  - Bill Baillie – nowozelandzki biegacz, rekordzista kraju[81]
  - Dmitrij Matwiejew – rosyjski aktor filmowy[82]
  - Ludwik Misiek – polski szybownik, inżynier, podpułkownik WP w stanie spoczynku[83]
  - Baldur Ragnarsson – islandzki poeta i pisarz, esperantysta[84]
  - Nancy Roman – amerykańska astronom, pracownica wysokiego szczebla NASA[85]
  - Sigi Schmid – niemiecko-amerykański trener piłkarski (m.in. Los Angeles Galaxy i reprezentacji USA U20)[86][87]
- 24 grudnia
  - Jozef Adamec – słowacki piłkarz, trener[88]
  - Martha Erika Alonso – meksykańska polityk, gubernator stanu Puebla[89]
  - Ryszard Marek Groński – polski pisarz[90]
  - Stefan Jurczeniak – polski działacz lotniczy i modelarski[91][92]
  - Rosario Mazzola – włoski duchowny katolicki, biskup[93]
  - Zygmunt Pękała – polski żołnierz powojennego podziemia antykomunistycznego, kawaler orderów[94][95]
  - Stanko Poklepović – chorwacki piłkarz, trener[96]
  - Dionne Rose-Henley – jamajska lekkoatletka specjalizująca się w biegach przez płotki, olimpijka[97]
  - Mahmud Haszemi Szahrudi – irański duchowny, ajatollah, polityk[98]
  - Józef Tomala – polski polityk i rolnik, poseł na Sejm IV kadencji (2001–2005)[99]
  - Zygmunt Tylicki – polski działacz partyjny i państwowy, wicewojewoda bydgoski[100]
  - Wacław Wierzbicki – polski działacz kombatancki i polonijny w USA, uczestnik II wojny światowej[101][102]
- 23 grudnia
  - Maria Borucka-Arctowa – polska prawniczka, prof. zw. dr hab.[103][104]
  - Sabina Domańska – powstaniec warszawski[105][106][107]
  - Troels Kløvedal(inne języki) – duński pisarz i żeglarz[108]
  - Ewa Krajczyńska-Śmietana – polska producentka filmowa i telewizyjna[109]
  - Honey Lantree – brytyjska perkusistka i piosenkarka, muzyk zespołu The Honeycombs[110]
  - Tonko Lonza – chorwacki aktor i pedagog[111]
  - Liza Redfield – amerykańska dyrygent, kompozytor i pianistka[112]
  - Elias M. Stein – amerykański matematyk[113]
- 22 grudnia
  - Paddy Ashdown – brytyjski wojskowy, polityk, dyplomata[114]
  - Bogdan Bojarski – polski matematyk[115]
  - Jean Bourgain – belgijski matematyk[116]
  - Robert Kerketta – indyjski duchowny katolicki, biskup[117]
  - Janina Anna Krzyżewska – polska poetka, pisarka i nauczycielka[118]
  - Bogdan Liberek – polski chemik, prof. zw. dr hab. inż.[119][120]
  - Symcha Rotem – izraelski działacz ruchu oporu w czasie II wojny światowej, uczestnik powstań warszawskiego i w getcie warszawskim[121]
  - Roberto Suazo Córdova – honduraski lekarz, polityk, prezydent Hondurasu w latach 1982–1986[122][123]
  - Talal bin Abdulaziz Al Saud – saudyjski książę, syn Abd al-Aziz ibn Su’uda, minister i polityk opozycyjny, zwany „Czerwonym Księciem”[124]
  - Maria Sikorska – polska aktorka i reżyserka teatrów lalkowych[125][126][127]
  - Willy Taminiaux – belgijski polityk i samorządowiec, przewodniczący Parlamentu Walońskiego i Parlamentu Francuskiej Wspólnoty Belgii[128]
  - Zygmunt Wujek – polski rzeźbiarz[129][130]
- 21 grudnia
  - Walter Arizala – ekwadorski przemytnik narkotyków, partyzant i dowódca w FARC[131]
  - Gerard Bernacki – polski duchowny katolicki, biskup pomocniczy katowicki[132]
  - Lew Borodulin – radziecki i izraelski fotograf sportowy[133]
  - Edda Göring – niemiecka diagnostyk laboratoryjna, córka Hermanna Göringa[134]
  - Lars Hindmar – szwedzki lekkoatleta, chodziarz[135]
  - Tom Leonard – szkocki poeta, pisarz i krytyk[136]
  - Jacek Miler – polski historyk sztuki, urzędnik ministerialny[137][138]
  - Florentyn Piwosz – polski duchowny katolicki, prowincjał Bernardynów w latach 1969–1975[139][140]
  - Antoni Semczuk – polski znawca literatury rosyjskiej, prof. zw. dr hab.[141][142][143]
- 20 grudnia
  - Beatriz Capotosto – argentyńska lekkoatletka, płotkarka[144]
  - Romuald Dębski – polski lekarz ginekolog, profesor Centrum Medycznego Kształcenia Podyplomowego w Warszawie[145]
  - Lenta Główczewska – polska dziennikarka i publicystka[146][147]
  - Dennis Johnson – amerykański kompozytor[148]
  - Zbigniew Kowalczewski – polski geolog, dr hab.[149][150][151]
  - Zuzanna Łapicka – polska dziennikarka i pisarka[152]
  - Tadeusz Malinowski – polski archeolog, prof. dr hab.[153][154]
  - Donald Moffat – amerykański aktor[155]
  - Janusz Skowronek – polski onkolog, profesor nauk medycznych[156][157]
  - Maria Starzycka – polska okulistka, profesor medycyny w zakresie chorób oczu[158]
  - Marian Zacharczuk – polski dziennikarz[159][160][161]
- 19 grudnia
  - Jacques David – francuski duchowny katolicki, biskup[162]
  - Norman Gimbel – amerykański autor tekstów piosenek[163][164]
  - Andrzej Gottner – polski szermierz, trener reprezentacji Polski we florecie kobiet i mężczyzn[165][166]
  - Mel Hutchins – amerykański koszykarz[167]
  - Hugh Jack – australijski lekkoatleta, skoczek w dal[168]
  - Dorota Kwiatkowska – polska aktorka[169]
  - Andrzej Potocki – polski socjolog, dominikanin[170]
  - Andrzej Skupiński – polski aktor[171]
- 18 grudnia
  - David C.H. Austin – brytyjski ogrodnik, pisarz, twórca wielu odmian róż[172][173]
  - Steve Dash – amerykański aktor, kaskader i producent[174]
  - Jerzy Fijałkowski – polski aktor, dziennikarz i samorządowiec[175][176][177]
  - Tulsi Giri – nepalski lekarz, polityk, premier Nepalu w latach 1963, 1964–1965, 1975–1977[178]
  - Adam Haras – polski malarz, profesor Akademii Sztuk Pięknych w Gdańsku[179]
  - Waldemar Hinc – polski architekt[180]
  - Wacław Jagas – polski dowódca wojskowy, generał dywizji WP[181][182]
  - Kazimierz Kutz – polski reżyser filmowy, teatralny i telewizyjny, scenarzysta filmowy oraz polityk[183]
  - Peter Masterson – amerykański aktor i reżyser[184]
  - María Jesús Rosa – hiszpańska pięściarka[185]
  - Shinobu Sekine – japoński judoka[186]
  - Bill Slater – angielski piłkarz[187][188]
  - Jana Štěpánková – czeska aktorka[189]
- 17 grudnia
  - Franciszek Barfuss – polski kompozytor i muzykolog[190][191]
  - Oribe Canales – amerykański fryzjer i stylista pochodzenia kubańskiego[192][193]
  - Jerzy Ciszewski – polski prawnik, dr hab.[194][195]
  - Aleksander Hradecki – polski trener piłkarski[196]
  - Anna Komornicka – polska filolog klasyczna i nauczycielka akademicka[197][198]
  - Thea Sofie Kleven – norweska skoczkini narciarska[199]
  - Jorge Adolfo Carlos Livieres Banks – paragwajski duchowny katolicki, prałat i biskup diecezji Encarnación (1987–2003)[200]
  - Galt MacDermot – kanadyjski pianista, kompozytor[201][202]
  - Penny Marshall – amerykańska reżyserka, producentka i aktorka[203]
  - Anca Pop – rumuńska piosenkarka[204][205]
  - Rafał Selega – polski hokeista[206]
  - Eugeniusz Spiechowicz – polski stomatolog, specjalizujący się w protetyce stomatologicznej, profesor nauk medycznych, powstaniec warszawski[207]
  - Jan Sylwestrzak – polski dziennikarz i polityk, w latach 2003–2005 wicewojewoda zachodniopomorski[208][209]
  - Andrej Szczarbakou – białoruski piłkarz[210]
  - Raven Wilkinson – amerykańska tancerka baletowa[211]
- 16 grudnia
  - Lawrence Allen – brytyjski lekkoatleta, chodziarz[212]
  - Eugène Philippe LaRocque – kanadyjski duchowny katolicki, biskup Alexandria-Cornwall (1974–2002)[213]
  - Bartosz Niedzielski – francusko-polski działacz społeczny i dziennikarz[214]
  - Roman Ochyński – polski samorządowiec, starosta lipski[215]
  - Mircea Petescu – rumuński piłkarz i trener, związany także z Holandią[216]
  - Giuseppe Sermonti – włoski biolog i genetyk, propagator kreacjonizmu[217]
  - Piotr Tomala – polski kajakarz[218]
- 15 grudnia
  - John Clawson, amerykański koszykarz (ur. 1944)[219]
  - Jerry Chesnut – amerykański autor piosenek country[220]
  - Bernard Darty – francuski przedsiębiorca, współzałożyciel sieci Darty[221]
  - Ralph Koltai – brytyjski scenograf[222]
  - Milunka Lazarević – serbska szachistka[223]
  - Philippe Moureaux – belgijski historyk, polityk, minister[224]
  - Gyrma Uelde-Gijorgis – etiopski wojskowy i polityk, prezydent Etiopii w latach 2001–2013[225]
- 14 grudnia
  - Salvador Flores Huerta – meksykański duchowny katolicki, biskup[226]
  - Horst Herold – niemiecki prawnik i policjant, szef Federalnej Policji Kryminalnej Niemiec, znany z komputeryzacji baz przestępców i zwalczania RAF[227]
  - Matti Kassila – fiński reżyser filmowy[228]
  - Patrick Daniel Koroma – sierraleoński duchowny katolicki, biskup[229]
  - Edward Małecki – polski samorządowiec i działacz opozycyjny w PRL, burmistrz Pragi-Południe (1990–1992)[230]
  - Joe Osborn – amerykański gitarzysta i muzyk sesyjny, związany z gatunkiem country i rockiem[231][232][233]
  - Edmond Simeoni – korsykański działacz niepodległościowy, polityk i lekarz, brat europosła Maxa Simeoniego[234]
  - Thomas Thennatt – indyjski duchowny katolicki, biskup[235]
  - Jean-Pierre Van Rossem – belgijski polityk, ekonomista i inwestor giełdowy, parlamentarzysta krajowy i lokalny[236]
  - John Williams – amerykański pianista jazzowy[237]
- 13 grudnia
  - Kazimierz Dryja – polski uczestnik II wojny światowej, kawaler Orderu Wojennego Virtuti Militari[238]
  - Boris Kamow – rosyjski pisarz[239]
  - Noach Klieger – izraelski dziennikarz i działacz sportowy, szef klubu koszykarskiego Maccabi Tel Awiw, ocalały z Holocaustu[240]
  - Jürgen Manthey – niemiecki pisarz, krytyk i literaturoznawca[241]
  - Bole Stošič – serbski aktor[242]
  - Nancy Wilson – amerykańska piosenkarka jazzowa[243]
- 12 grudnia
  - Carlos Cecconato – argentyński piłkarz[244]
  - Iradż Danajifard – irański piłkarz[245]
  - Wilhelm Genazino – niemiecki pisarz[246]
  - William Brantley Harvey Jr. – amerykański polityk i adwokat, gubernator porucznik Karoliny Południowej (1975–1979)[247]
  - Ferenc Kósa – węgierski reżyser i scenarzysta filmowy[248]
  - Wiesława Lenartowicz – polska inżynier ogrodnictwa, posłanka na Sejm PRL III kadencji[249]
  - Odile Rodin – francuska aktorka[250]
  - Ewa Rzemieniecka – polska dziennikarka[251]
  - Wahid Sajadi Nasiri –  irański obrońca praw człowieka i więzień polityczny[252]
  - Pavle Strugar – jugosłowiański i czarnogórski generał, skazany za zbrodnie wojenne[253]
  - Virginia Sikora – amerykańska działaczka polonijna[254][255]
  - Jerzy Śmiałek – polski ekonomista, samorządowiec, prezydent Katowic w latach 1990–1994[256]
  - Izabela Walewska – polska uczestniczka II wojny światowej, dama orderów[257]
- 11 grudnia
  - Aleksandra Cieślikowa – polska językoznawczyni[258]
  - Angelo Conti – włoski piosenkarz i gitarzysta[259]
  - Konrad Frejdlich – polski poeta, prozaik, scenarzysta filmowy, redaktor, tłumacz[260]
  - Hiwi Tauroa – nowozelandzki rugbysta[261]
  - Alter Wiener – amerykański świadek holocaustu polsko-żydowskiego pochodzenia, autor wspomnień[262][263]
  - Leszek Zdek – polski architekt[264][265]
- 10 grudnia
  - Jan Chwałczyk – polski malarz i rzeźbiarz[266][267]
  - Alvin Epstein – amerykański aktor[268]
  - Chiang Pin-kung – tajwański polityk, przewodniczący Kuomintangu[269]
  - Tomasz Iwanow – polski muzyk ludowy[270]
  - Janusz Sent – polski kompozytor, pianista, aranżer[271]
  - Robert Spaemann – niemiecki filozof[272]
  - Fred Wieland – australijski gitarzysta[273]
  - Stanisław Wierzbicki – polski wioślarz, olimpijczyk z Moskwy 1980[274]
- 9 grudnia
  - Robert Bergland – amerykański polityk, członek Izby Reprezentantów (1971–1977), sekretarz rolnictwa (1977–1981)[275]
  - William Blum – amerykański historyk, dziennikarz, pisarz[276][277]
  - Marian Chmielewski – polski żołnierz podziemia niepodległościowego w czasie II wojny światowej oraz powojennego podziemia antykomunistycznego[278][279]
  - Enrico Crispolti – włoski historyk sztuki, kurator i krytyk[280]
  - Riccardo Giacconi – włoski astrofizyk, laureat Nagrody Nobla w dziedzinie fizyki[281]
  - Boris Mostowoj – rosyjski aktor[282]
  - Stanisław Mazur – polski polityk i nauczyciel, poseł na Sejm IX i X kadencji PRL[283][284]
  - Dariusz Mróz – polski bokser i trener bokserski[285]
  - Guire Poulard – haitański duchowny katolicki, arcybiskup[286]
  - Yumiko Shige – japońska żeglarka, srebrna medalistka olimpijska z 1996[287]
  - Stanisława Wądołowska – polska ofiara represji stalinowskich, dama orderów[288][289]
- 8 grudnia
  - Ludmiła Aleksiejewa – rosyjska dysydentka, obrończyni praw człowieka[290][291]
  - Elaine McDonald – szkocka tancerka baletowa[292]
  - Janusz Pulchny – polski sędzia siatkarski[293]
  - Jolanta Szczypińska – polska polityk i pielęgniarka, posłanka na RP IV, V, VI, VII i VIII kadencji[294]
- 7 grudnia
  - Belisario Betancur – kolumbijski prawnik, pisarz, dziennikarz, polityk, prezydent Kolumbii w latach 1982–1986[295][296]
  - Lupka Dżundewa – macedońska aktorka[297]
  - Szemu’el Flatto-Szaron – francusko-izraelski polityk i biznesmen, członek Knesetu[298]
  - Håkan Jeppsson – szwedzki biznesmen i tenisista stołowy, właściciel klubu Malmö FF[299]
  - The Mascara Snake – amerykański muzyk i malarz, członek Captain Beefheart and His Magic Band[300]
  - Adam Piechura – polski siatkarz i trener siatkówki[301]
  - Luigi Radice – włoski piłkarz, trener[302]
  - Lucas Starr – amerykański basista, członek zespołu Oh, Sleeper[303][304]
  - Charles Weldon – amerykański aktor[305]
- 6 grudnia
  - Thomas Baptiste – brytyjski aktor i śpiewak operowy[306]
  - Győző Forintos – węgierski szachista[307]
  - Andrew Frierson – amerykański śpiewak operowy i pedagog muzyczny[308]
  - Danuta Gałkowa – polski działaczka podziemia niepodległościowego w czasie II wojny światowej, dama orderów[309]
  - Lubisza Georgiewski – macedoński reżyser, dyplomata i polityk, przewodniczący Zgromadzenie Republiki Macedonii (2006–2008), kandydat w wyborach prezydenckich w 1994[310]
  - Iwan Hładusz – ukraiński milicjant, od 1982 do 1990 minister obrony USRR[311]
  - Adam Jackowski – polski specjalista dynamiki ciała stałego i materiałoznawstwa, dr hab. inż., profesor nadzwyczajny WAT[312][313]
  - Joseph Joffo – francuski pisarz[314]
  - László Lóránd – węgierski biochemik[315]
  - Aleksandr Minajew – rosyjski piłkarz i trener[316]
  - Mariusz Poźniak – polski poeta[317]
  - Frank Rodimer – amerykański duchowny katolicki, biskup[318]
  - Zdzisław Sadowski – polski ekonomista[319]
  - Pete Shelley – brytyjski muzyk, wokalista i gitarzysta zespołu Buzzcocks[320][321]
  - Julitta Tryk – polska dziennikarka i publicystka[322]
- 5 grudnia
  - Wojciech Bujoczek – polski wokalista, członek zespołu Killjoy[323]
  - Dynamite Kid – brytyjski wrestler[324]
  - Thor Hansen – norweski pokerzysta, dwukrotny mistrz świata oraz mistrz Europy w pokera[325]
  - Inge Johansen – norweski inżynier elektryczny i nauczyciel akademicki, były rektor Norweskiego Uniwersytetu Technicznego i prezes Statoil[326]
  - Irena Lewandowska – polska tłumaczka[327]
  - José Tarciso de Souza – brazylijski piłkarz i polityk[328]
- 4 grudnia
  - Nh. Dini – indonezyjska pisarka[329]
  - Selma Engel-Wijnberg – holenderska uczestniczka powstania w obozie zagłady w Sobiborze[330][331]
  - Izrail Gerszburg – rosyjski rzeźbiarz[332]
  - Stefan Rachtan – polski nauczyciel i regionalista, Honorowy Obywatel Bodzentyna[333][334]
  - Jael Strauss – amerykańska modelka i osobowość telewizyjna[335]
- 3 grudnia
  - Markus Beyer – niemiecki bokser, mistrz świata[336]
  - Andriej Bitow – rosyjski pisarz[337]
  - Philip Bosco – amerykański aktor[338]
  - Justin Cartwright – brytyjski pisarz pochodzący z RPA[339]
  - Ugo De Censi – włoski duchowny katolicki, salezjanin, misjonarz działający w Peru[340]
  - Albert Frère – belgijski biznesmen i inwestor, baron, najbogatszy człowiek w Belgii[341]
  - Stanisław Grzywaczewski – polski piłkarz[342][343]
  - Elżbieta Krysińska – polska lekkoatletka, olimpijka z 1952[344]
  - Jerzy Lis – polski działacz motoryzacyjny, kawaler orderów[345]
  - Carsten Otterbach – niemiecki gitarzysta, członek zespołu Morgoth[346][347]
  - Kim Ch’ŏl Man – północnokoreański polityk i generał, członek władz państwa i partii[348]
  - Josep Lluís Núñez – hiszpański przedsiębiorca, hotelarz, działacz sportowy, prezydent klubu FC Barcelona[349]
  - Geoff Murphy – nowozelandzki reżyser, scenarzysta i producent filmowy[350]
  - Maria Stokowska-Misiurkiewicz – polska aktorka[351]
- 2 grudnia
  - Jean Caillot – francuski działacz na rzecz zbliżenia polsko-francuskiego, kawaler orderów[352][353]
  - Konstantin Kuzienow – rosyjski malarz[354]
  - Luan Qerimi – albański aktor[355]
  - Paul Sherwen – angielski kolarz szosowy[356][357]
  - Zygmunt Tucholski – polski historyk, działacz opozycji demokratycznej w PRL[358][359]
  - Witold Zalewski – polski działacz podziemia niepodległościowego w czasie II wojny światowej, farmaceuta[360]
- 1 grudnia
  - Ken Berry – amerykański aktor[361]
  - Ennio Fantastichini – włoski aktor[362]
  - Wiesław Grabarczyk – polski dziennikarz i pilot rajdowy[363]
  - Iwan Katardżiew – macedoński historyk[364]
  - Dave Mantel – holenderski aktor[365]
  - Bernd Martin – niemiecki piłkarz[366]
  - Wolfgang Mayrhuber – niemiecki inżynier i przedsiębiorca, prezes i dyrektor generalny Deutsche Lufthansa AG[367]
  - Maria Pacôme – francuska aktorka[368]
  - Scott Stearney – amerykański lotnik morski, wiceadmirał United States Navy i dowódca Piątej Floty[369]
  - Jody Williams – amerykański gitarzysta i piosenkarz bluesowy[370]

data dzienna nieznana
- Gerald Cotten – kanadyjski przedsiębiorca, twórca QuadrigaCX[371]
- Jan Jawornicki – polski działacz harcerski, kawaler orderów[372]
- Borys Michalik – polski malarz[373][374]
- Jerzy Wartak – polski górnik, działacz opozycji antykomunistycznej w okresie PRL[375]